# Getelo
Getelo ist eine Gemeinde im Landkreis Grafschaft Bentheim in Niedersachsen.

## Geografie

### Lage
Getelo liegt nordwestlich von Nordhorn an der Grenze zu den Niederlanden. Die Gemeinde gehört der Samtgemeinde Uelsen an, die ihren Verwaltungssitz in der Gemeinde Uelsen hat.

### Gemeindegliederung
- Getelo
- Getelomoor

### Nachbargemeinden
| Itterbeck |                                             | Uelsen |
|           | Kompassrose, die auf Nachbargemeinden zeigt |        |
|           | Tubbergen (Niederlande)                     | Halle  |

## Geschichte

### Ortsname
Die hochdeutsche „Geiß“ ist vor allem aus Grimms Märchen „Der Wolf und die sieben Geißlein“ bekannt. Die niederdeutsche Variante „Gete, Jete“ für „Geiß, Ziege“ ist in „Gietelo“ (Gelderland/Niederlande), 13. Jahrhundert „Ghettlo“, belegt, das an „Getelo“, 1188 Ghetlo anklingt. Im zweiten Teil steckt „-lo(h)“ („Wald“). In den Ostniederlanden enden zahlreiche Ortsnamen auf „lo“ z. B. Almelo, Hengelo, Markelo und Venlo, manchmal auch mit zwei „oo“ wie Hoenderloo und Dwingeloo.
Der Ortsname bedeutet also „Ziegenwald“, wohl im Sinne von „Ziegenzucht, -hütung“.

### Einwohnerentwicklung
| Jahr | Einwohner | Quelle |
| ---- | --------- | ------ |
| 1885 | 351       | [ 3 ]  |
| 1910 | 480       | [ 4 ]  |
| 1925 | 519       | [ 3 ]  |
| 1933 | 521       | [ 3 ]  |
| 1939 | 548       | [ 3 ]  |
| 1950 | 647       | [ 5 ]  |
| 1956 | 623       | [ 5 ]  |
| 1973 | 559       | [ 6 ]  |
| 1975 | 0597 ¹    | [ 7 ]  |

| Jahr | Einwohner | Quelle |
| ---- | --------- | ------ |
| 1980 | 585 ¹     | [ 7 ]  |
| 1985 | 598 ¹     | [ 7 ]  |
| 1990 | 662 ¹     | [ 7 ]  |
| 1995 | 656 ¹     | [ 7 ]  |
| 2000 | 651 ¹     | [ 7 ]  |
| 2005 | 656 ¹     | [ 7 ]  |
| 2010 | 671 ¹     | [ 7 ]  |
| 2015 | 564 ¹     | [ 7 ]  |
| 2018 | 535 ¹     | [ 7 ]  |

¹ jeweils zum 31. Dezember
|  |

## Politik

### Gemeinderat
Der Gemeinderat von Getelo besteht aus 9 Ratsmitgliedern. Dies ist die festgelegte Anzahl für die Mitgliedsgemeinde einer Samtgemeinde mit einer Einwohnerzahl zwischen 501 und 1000. Der Rat wird bei den Kommunalwahlen für jeweils fünf Jahre gewählt. Die aktuelle Amtszeit begann am 1. November 2021 und endet am 31. Oktober 2026.
Die letzten Gemeinderatswahlen ergaben folgende Sitzverteilungen:
| Partei                                | 2021 | 2016 |
| ------------------------------------- | ---- | ---- |
| Freie Wählergemeinschaft Getelo (FWG) | 9    | 9    |

### Bürgermeister
Derzeitiger Bürgermeister Getelos ist Hartmut Menken (FWG), der die Nachfolge des bisherigen Bürgermeisters Lukas Scholte-Hagen (FWG) im November 2019 antrat. Scholte-Hagen hatte sein Amt aus persönlichen Gründen niedergelegt. Seine Stellvertreter sind Gerwin Wolbink (FWG) und Günter Grote (FWG).
- 2001–2011: Jan-Hindrik Schipper
- 2011–2019: Lukas Scholte-Hagen
- seit 2019: Hartmut Menken

### Wappen
| Wappen von Getelo | Blasonierung: „In Silber über sieben roten Hügeln in der Anordnung 4 : 2 : 1 ein bewurzelter schwarzer Eichbaum mit zehn grünen Blättern.“ |
| Wappen von Getelo | Wappenbegründung: Die Samtgemeinde Uelsen schreibt hierzu auf ihrer Webseite: „Das symmetrisch gestaltete Wappen zeigt im oberen 2/3-Bereich eine aufrecht stehende Eiche mit zehn kräftigen und markanten Blättern, die die Krone bilden. Die oberen sechs Blätter, zu je drei nach links und rechts gespiegelt, stehen symbolisch für die sechs Buchstaben des Ortsnamens Getelo. Sie entwachsen je drei starken Ästen, die wiederum für die drei wesentlichen Besiedlungsbereiche der Gemeinde stehen: Im Norden der Bereich „Holthuise / Krakenhoek“, im Südosten das alte Dorf und im Westen das ausgedehnte Tiefland und relativ spät besiedelte „Getelomoor“, oder, wie es mundartlich genannt wird, „het Get’ler Venn“. Die vier Blätter im unteren Baumkronenbereich sollen so auch sichtbar für die vier Buchstaben Moor oder Venn stehen. Die Eiche ist mit nach unten weisenden, weit ausladenden Wurzeln dargestellt, unterhalb dieses Wurzelbereichs liegen, in drei Ebenen angeordnet, die oben bereits erwähnten „Söben Pölle“, die als fast halbkreisförmige Gestaltungselemente den unteren Wappenbogen ausfüllen. Der darüber lagernde Wurzelbereich der Eiche illustriert das in vielen Generationen gewachsene Bewußtsein, dass die Wurzeln der hiesigen Bevölkerung in jener Vergangenheit ankern, die durch das Vorhandensein der prähistorischen „Söben Pölle“ bezeugt wird.“ |

## Kultur und Sehenswürdigkeiten
Söven Pölle sind Hügelgräber aus der Bronzezeit, ursprünglich waren es etwa 26.

## Verkehr
Über verschiedene Landes- und Kreisstraßen wird die Bundesstraße 403 in ca. 10 km Entfernung erreicht.
Es besteht eine regelmäßige Rufbusanbindung der Verkehrsgemeinschaft Grafschaft Bentheim (VGB) nach Uelsen, wo es einen Anschluss an eine Regionalbuslinie in Richtung Emlichheim sowie Neuenhaus gibt. In Neuenhaus gibt es Anschlüsse an die Bahnlinie RB 56 in Richtung Nordhorn und Bad Bentheim sowie an eine Regionalbuslinie in Richtung Nordhorn.

## Persönlichkeiten
Ludwig Sager (1886–1970), Lehrer, Dichter und Heimatforscher, Lehrer in Getelomoor von 1906 bis 1907